# عبد المجيد المنيع
عبد المجيد محمد عبد الله المنيع، سعودي الجنسية من مدينة الرياض أحد منظري الجناح «الشرعي» في تنظيم القاعدة في السعودية. له كتابات في منتديات ومواقع إلكترونية باسمه، سافر إلى أفغانستان وتدرب على فنون القتال هناك وبعدها عاد إلى السعودية ليقود التنظيم فكريآ واستطاع استقطاب كثير من الشباب بفضل أسلوبه الحماسي والمؤثر .

## مقتله
قتل في أكتوبر 2004 مع بعض رفاقه في عملية أمنية بحي النهضة في الرياض.